# Фельзенбаум, Михаил Натанович
Михо́эл Фельзенба́ум (идиш מיכאל פֿעלזענבאַום‎; род. 1951, Васильков, Киевская область) — еврейский поэт, прозаик, драматург и театральный режиссёр. Пишет на идише.

## Биография
Михоэл (Михаил Натанович) Фельзенбаум родился в городке Васильков Киевской области Украины в семье парикмахера. Вскоре после рождения семья возвратилась во Флорешты, а после окончания средней школы будущий литератор переехал в Бельцы, где жил с перерывом на учёбу в Ленинградском институте культуры (театральная режиссура, история искусств, педагогика, 1968—1975) до своего отъезда в Израиль в 1991 году.
В 1976—1988 годах работал режиссёром-постановщиком в Бельцком Государственном драматическом театре, преподавал театральное мастерство в Бельцком педагогическом институте. В 1989 году организовал в Бельцах Еврейскую театральную студию, для которой поставил несколько спектаклей на идише, в том числе собственную инсценировку и адаптацию рассказа Ильфа и Петрова «Сильное чувство» в форме традиционного пуримшпиля «А фрэйлэхэ хасэнэ» (Весёлая свадьба). Был первым председателем бельцкого Общества еврейской культуры «Менора». В 1989—1993 годах с перерывами занимался диалектологией идиша в докторантуре университета Бар-Илан в Рамат-Гане, в 1993—1994 годах работал в Румынии.
Публиковаться начал в середине 1980-х годов в московском журнале «Советиш геймланд» (Советская Родина). В Израиле выпустил несколько книг стихотворений, драматургии и прозы, в том числе «Эс кумт дэр тог» (Приходит день, 1992), «А либэ-рэйгн» (Любовный дождь, 1995), «Дэр нахт-малэх» (Ночной Ангел, 1997), «Ун ицт их бин дайн нигн» (А теперь я твой напев, 1998), романы «Шабесдике швэбэлэх» (Субботние спички, 2004) и «Полифонишер роман» (Полифонический роман, 2023). Один из учредителей литературного объединения «hэмшех дор» (Новое поколение) и создатель его альманаха «Найе вэйгн» (Новые пути, с 1992 года). Публикуется в различных периодических изданиях Израиля, включая «Ди голдэнэ кейт» (Золотая цепочка) и «Топл-Пункт» (Двоеточие, Тель-Авив), а также в «Ди пэн» (Писчее перо, Оксфорд), «Афн швэл» (На пороге, Нью-Йорк) и «Идише култур» (Еврейская культура, Нью-Йорк).
Квазиисторический роман «Шабесдике швэбэлэх» (Субботние спички, 1999) — возможно единственный постмодернистский роман на идише — вышел в книжной форме на русском, иврите, английском, немецком и французском языках. Стихи также переводились на иврит (журнал «77») и немецкий язык («Federmenschen», Берлин, 1996).
Драматургия Фельзенбаума тяготеет к театру абсурда и скорее замышляется автором как использование возможностей литературного жанра, нежели как потенциальная театральная постановка. Опубликовал драму «Меорэс-амахпэйлэ» (Двойная пещера (Махпела) в Хевроне, усыпальница библейских патриархов Авраама, Исаака, Иакова и их жён) и комедию «hалт дэм зак ун шит картофлес» (Держите мешок и сыпьте картошку), поставленную им в дрезденском «Рок-Театре» (под названием «Бонце-швайг», или Бонця-молчун, 1997). В 2007 году дрезденским рок-театром была поставлена другая пьеса М. Фельзенбаума «Kandiszucker» (Конфета) в переводе с идиша Детлефа Хученройтера (нем. Detlef Hutschenreuter).
В 1993—1998 годах — исполнительный директор центра идишской культуры в Тель-Авиве; до 2006 года — глава издательского дома «Х. Лейвик», одного из основных издательств литературы на идише (Тель-Авив). Редактор литературного альманаха «Найе вэйгн» (Новые пути) и журнала «Литэрарише шрифтн» (литературные записки). Лауреат израильских литературных премий Гофштейна (1999), Шварцмана, Гирша и Гершона Сегал (1995), канадской литературной премии И. И. Сегала (2022). Живёт в Рамле.

## Семья
Дочь — Вира Лозинская (род. 1974, Бельцы), исполнительница еврейских песен на идише (см. здесь), чей первый компакт-диск «Дальние звёзды» (вайтэ штэрн) на бессарабскую тематику вышел на лейбле CD Baby в 2007 году (см. здесь) и вошёл в число финалистов Седьмой ежегодной премии Independent Music Award (IMA). Среди прочего, в этот альбом были включены три песни на слова её отца, а также других поэтов бессарабского и румынского происхождения: З. Розенталя, М. Пинчевского, Э. Гринблат, З. Бардичевера, М. Ойшера, Л. Левина и И. Мангера. Второй альбом — «װוּנדערװעג» (Wondrous Way, 2012) — составили песни на музыку и слова её отца, Михоэла Фельзенбаума.

## Антология
- טראָט בײַ טראָט: הײַנטצײַטיקע ייִדישע פּאָעזיִע — Step by Step: Contemporary Yiddish Poetry (шаг за шагом: современная еврейская поэзия, двуязычное издание на идише и на английском языке). Под редакцией Elissa Bemporad и Margherita Pascucci. Серия «Verbarium». Мачерата (Италия): Quodlibet, 2009.